# São Martinho (Tubarão)
São Martinho é um bairro do município de Tubarão, Santa Catarina. Não deve ser confundido com o município homônimo, que também fica na Região Metropolitana de Tubarão.
É um dos bairros mais afastados do centro de Tubarão, próximo ao município de São Ludgero.